# Minister van staat (Nederland)
De titel minister van staat is in Nederland een eretitel die in uitzonderlijke gevallen wordt toegekend per Koninklijk besluit, op voordracht van de ministerraad. De titel wordt tegenwoordig toegekend aan politici of staatslieden die geen publieke functie meer vervullen en zich verdienstelijk hebben gemaakt in het openbaar bestuur. De titel heeft geen wettelijke basis. Er zijn geen criteria voor het verkrijgen van de eretitel. Ministers van staat hebben geen officiële taken, maar worden soms gevraagd om de overheid te adviseren, het kabinetsformatieproces te begeleiden of de regering diplomatiek te vertegenwoordigen.

## Geschiedenis
Minister van Staat was aanvankelijk, vanaf 1806, de benaming voor een minister, wat toendertijd wilde zeggen het hoofd van een departement. Koning was toen Lodewijk Napoleon, broer van keizer Napoleon, in wiens opdracht hij het nieuw opgerichte Koninkrijk Holland regeerde. Artikel 5 van de Derde Afdeeling van de Constitutioneele Wetten van Staat (1806) luidde: "De Algemeene bestiering des Koningrijks is, onder 't onmiddellijk beleid van vier Ministers van Staat, door den Koning te benoemen, te weten: Een Minister van Buitenlandsche Zaken; Een Minister der Zee- en Landmagt; Een Minister der Financiën; en Een Minister der Binnenlandsche Zaken." Ook de Constitutie voor het Koninkrijk Holland (1806) sprak in deze zin van Ministers van Staat: "Het Generaal Bestuur des Koningrijks is onder het onmiddellijk toevoorzigt van Ministers van Staat; de Koning benoemt dezelve, en bepaalt hun getal en werkzaamheden." (artikel 27).
Na het terugtrekken van Napoleon en oprichting van de onafhankelijke monarchie, sprak de Grondwet van 1814 niet langer over ministers van Staat maar over "hoofden der ministeriële departementen". Toch benoemde de nieuwe  Koning Willem I bij koninklijk besluit (KB) van 16 september 1815 (Stcrt. nr. 223) twee "ministers van Staat", die toegang kregen tot de bij datzelfde KB ingestelde kabinetsraad, een adviesorgaan van de Koning. Deze ministers van Staat waren te vergelijken met ministers zonder portefeuille: ze stonden niet aan het hoofd van een departement maar kregen wel, zij het vaak weinig omvangrijke, taken toegewezen. De benoeming van Gijsbert Karel van Hogendorp tot minister van staat wijst er volgens Engels op dat de functie op dat moment reeds aan het veranderen was in de richting van een ereambt. De functionele inhoud van de minister van staat verdween volledig in 1849, toen de kabinetsraad niet meer bijeenkwam. Dat was het gevolg van de instelling in 1823 van de Raad van Ministers, waartoe ministers van staat geen toegang hadden. Sindsdien is 'minister van staat' een eretitel, waaraan veelal adviserend werk is verbonden.

## Tegenwoordige functie
De ministers van staat maken geen deel uit van de ministerraad, maar kunnen in sommige situaties door het staatshoofd worden geraadpleegd, bijvoorbeeld bij gecompliceerde staatsrechtelijke kwesties. Ministers van staat kunnen door de regering worden ingeschakeld als adviseur, worden belast met speciale opdrachten of gevraagd worden de regering bij bepaalde gebeurtenissen te representeren. Max van der Stoel, voormalig minister van Buitenlandse Zaken, speelde als minister van staat bijvoorbeeld een belangrijke rol in het huwelijk van Willem-Alexander en Máxima. Als minister van staat verzocht Van der Stoel de vader van Máxima om niet aanwezig te zijn bij het huwelijk, in een poging om een diplomatieke oplossing te vinden voor de omgang met het omstreden politieke verleden van Jorge Zorreguieta, de vader van Máxima.
De titel wordt toegekend voor het leven, tezamen met de aanspreekvorm excellentie (hoewel het laatste alleen nog gebezigd wordt in meer formele, schriftelijke correspondentie). Niettemin is de titel aan zes dragers ontnomen. Naast aan een aantal dissidenten tijdens de Belgische Revolutie, is hij ontnomen aan Gijsbert Karel graaf van Hogendorp in 1819 (vanwege zijn kritiek op het financiële beleid van koning Willem I) en aan Dirk Jan de Geer in 1947 (vanwege zijn defaitistische houding in de Tweede Wereldoorlog).
Voor de Tweede Wereldoorlog kwam het regelmatig voor dat ministers van staat publieke functies vervulden. Zo waren bijvoorbeeld Cort van der Linden en Colijn minister van staat, terwijl ze premier waren. Na de Tweede Wereldoorlog is Louis Beel de enige persoon die nog zitting had in de ministerraad, terwijl hij minister van staat was.
Marga Klompé was jarenlang de enige vrouwelijke minister van staat ooit, tot de benoeming van Els Borst in 2012. In 2018 volgden Winnie Sorgdrager en Sybilla Dekker.

## Ministers van staat (huidig)
| Minister van staat                                                                    | Minister van staat                | Minister van staat           | Sinds            | Partij(en) |
| ------------------------------------------------------------------------------------- | --------------------------------- | ---------------------------- | ---------------- | ---------- |
|                                                                                       | H.D. (Herman) Tjeenk Willink      | Herman Tjeenk Willink (1942) | 21 december 2012 | PvdA       |
|                                                                                       | W. (Winnie) Sorgdrager            | Winnie Sorgdrager (1948)     | 22 juni 2018     | D66        |
|                                                                                       | J.G. (Jaap) de Hoop Scheffer      | Jaap de Hoop Scheffer (1948) | 22 juni 2018     | CDA        |
|                                                                                       | S.M. (Sybilla) Dekker             | Sybilla Dekker (1942)        | 22 juni 2018     | VVD        |
|                                                                                       | J.P.H. (Piet-Hein) Donner         | Piet Hein Donner (1948)      | 21 december 2018 | CDA        |
|                                                                                       | Jan Pieter (Jan Peter) Balkenende | Jan Peter Balkenende (1956)  | 14 oktober 2022  | CDA        |
| Bronnen: Ministers van Staat Rijksoverheid.nl Minister van staat Parlement & Politiek |                                   |                              |                  |            |

## Ministers van staat (overleden)
naar datum van benoeming
- Els Borst, 21 december 2012[15]
- Pieter Kooijmans, 13 juli 2007[16]
- Hans van den Broek, 28 februari 2005[17]
- Wim Kok, 11 april 2003[18]
- Jos van Kemenade, 5 april 2002[19]
- Frits Korthals Altes, 26 oktober 2001[20]
- Hans van Mierlo, 24 oktober 1998[21]
- Willem Scholten, 1 juli 1997[22]
- Ruud Lubbers, 31 januari 1995[23]
- Max van der Stoel, 17 mei 1991
- Emiel van Lennep, 29 april 1986
- Ivo Samkalden, 22 januari 1985
- Edzo Toxopeus, 22 januari 1985
- Jelle Zijlstra, 30 april 1983
- Marinus Ruppert, 29 november 1980
- Jaap Burger, 4 januari 1975
- Carl Romme, 16 december 1971
- Jan Donner, 16 december 1971
- Marga Klompé, 17 juli 1971
- Jo Cals, 5 december 1966
- Pieter Oud, 9 november 1963
- Willem Drees, 22 december 1958
- Louis Beel, 21 november 1956
- Alidius Tjarda van Starkenborgh Stachouwer, 28 juni 1956
- Pieter Sjoerds Gerbrandy, 5 april 1955
- Josef van Schaik, 15 maart 1951
- Eelco van Kleffens, 4 juli 1950
- Willem Lodewijk baron de Vos van Steenwijk, 11 juli 1946
- Frans Beelaerts van Blokland, 22 december 1936
- Piet Aalberse, 31 december 1934
- Dirk Jan de Geer, van 31 augustus 1933 tot 12 november 1947
- Johannes Theodoor de Visser, 31 augustus 1931
- Hendrikus Colijn, 31 augustus 1929
- Dirk Fock, 24 augustus 1928
- Charles Ruijs de Beerenbrouck, 25 juli 1927
- Herman Adriaan van Karnebeek, 25 juli 1927
- Theo Heemskerk, 27 augustus 1926
- Alexander Willem Frederik Idenburg, 22 augustus 1923
- Wiel Nolens, 22 augustus 1923
- Pieter Wilhelm Adriaan Cort van der Linden, 28 januari 1915
- Alexander Frederik de Savornin Lohman, 31 augustus 1909
- Abraham Pieter Cornelis van Karnebeek, 1 mei 1909
- Abraham Kuyper, 31 augustus 1908
- Tobias Asser, 27 augustus 1904
- Johannes Willem Bergansius, 20 maart 1903
- Johan Æmilius Abraham van Panhuys, 28 december 1898
- Johan George Gleichman, 31 augustus 1898
- Gerrit de Vries Azn., 5 april 1898
- Joseph Louis Heinrich Alfred baron Gericke van Herwijnen, 19 april 1895
- Æneas baron Mackay jr., 19 augustus 1891
- Jacob Pieter Pompejus baron van Zuylen van Nijevelt, 10 mei 1889
- Gerlach Cornelis Joannes van Reenen, 7 mei 1889
- Eppo Cremers, 5 december 1887
- Frans van Eysinga, 5 december 1887
- Pieter Joseph August Marie van der Does de Willebois, 31 oktober 1885
- Jan Heemskerk Azn., 28 juli 1885
- Constantijn Theodoor graaf van Lynden van Sandenburg, 29 april 1883
- Anthony Ewoud Jan Modderman, 29 april 1883
- Michel Henry Godefroi, 10 maart 1881
- Louis Gaspard Adrien graaf van Limburg Stirum, 30 december 1877
- Jacobus Arnoldus Mutsaers, 23 februari 1877
- Jacob Derk Burchard Anne baron van Heeckeren tot Enghuizen, 14 juli 1872
- Pieter Philip van Bosse, 6 juli 1872
- Johan Antoni Philipse, 15 september 1871
- Charles Nepveu, december 1867
- Leonardus Antonius Lightenvelt, 25 mei 1867
- Rudolf Thorbecke, 9 februari 1866
- Æneas baron Mackay sr., 1 april 1865
- Frederik Lodewijk Willem baron de Kock, 10 oktober 1863
- Schelto baron van Heemstra, 31 januari 1862
- Johannes Servaas Lotsy, 13 maart 1861
- Willem Boreel van Hogelanden, 1 mei 1860
- Jan Karel baron van Goltstein, 23 februari 1860
- Willem Gerard van de Poll, 1 april 1858
- Anthony Gerhard Alexander ridder van Rappard, 12 maart 1858
- Hendrik Frederik Christoph baron Forstner van Dambenoy, 30 november 1857
- A.J. Duymaer van Twist, 1 augustus 1857
- Dirk Donker Curtius, 23 juni 1856
- Daniël Jacob van Ewijck van Oostbroek en De Bilt, 1 oktober 1855
- Willem Boudewijn Donker Curtius van Tienhoven, 3 september 1855
- Jean Chrétien Baud, 8 september 1854
- Robbert baron Fagel, 28 december 1853
- Arnold Adolf baron Bentinck (van Nijenhuis), 21 november 1848
- Floris Adriaan baron van Hall, 1 januari 1848
- James Albert Henry de la Sarraz, 26 december 1847
- Willem Hendrik Alexander Carel baron van Heeckeren van Kell, 1 april 1846
- Willem Anne baron Schimmelpenninck van der Oye, 15 februari 1846
- Jan Willem baron Huyssen van Kattendijke, 21 september 1843
- Frans Adam graaf van der Duyn van Maasdam, 8 juli 1843
- Jan Jacob Rochussen, 25 juni 1843
- Felix van Maanen, 1 april 1842
- François Joseph Marie Thérèse baron de Pélichy de Lichtervelde, 31 maart 1842
- Johan Gijsbert baron Verstolk van Soelen, 13 september 1841
- Hendrik Merkus baron de Kock, 1 juni 1841
- Henri baron van Doorn van Westcapelle, vanaf januari 1841
- Alexander Wilhelmus Johannes Joseph baron van Hugenpoth tot Aerdt, 28 november 1840
- Godert Alexander Gerard Philip baron van der Capellen, 28 november 1840
- Gerard Beelaerts van Blokland, 9 januari 1840
- Arnoldus van Gennep, 1840
- Johannes graaf van den Bosch, 25 december 1839
- Gerrit graaf Schimmelpenninck, 1 december 1836
- Jean Gijsberto baron de Mey van Streefkerk, 12 november 1835
- Gerard George Clifford, januari 1834
- Hugo baron van Zuylen van Nijevelt, 1833
- Anton Reinhard Falck, 26 september 1832
- Hendrik baron Fagel, 1830
- Cornelis Theodorus Elout, 6 september 1829
- Johan Hendrik baron Mollerus, 21 mei 1829
- Melchior Joseph François Ghislain baron Goubau d'Hovorst, 1829 tot 18 oktober 1830
- André Charles Membrede, 1829
- Charles-Joseph hertog d'Ursel, 1829 tot 18 oktober 1830
- Leonard Pierre Joseph burggraaf du Bus de Gisignies, 9 mei 1828 tot 18 oktober 1830
- Frederik Willem Floris Theodorus baron van Pallandt van Keppel, mei 1828
- Patrice Claude Ghislain ridder de Coninck, 16 maart 1826
- Anne Willem Carel baron van Nagell, 1826
- Willem Frederik graaf van Reede, 1825
- Jean Henry Appelius, 21 december 1820
- Cornelis Charles baron Six van Oterleek, 21 december 1820
- Ocker Repelaer van Driel, 25 maart 1818
- Willem Frederik baron Röell, 19 februari 1817
- Gijsbert Karel graaf van Hogendorp, van 20 september 1815 tot 22 mei 1819
- Charles de Thiennes de Lombise, van 16 september 1815 tot 20 oktober 1830

## Titel ontnomen
- Dirk Jan de Geer, op 12 november 1947, wegens zijn standpunt in de Tweede Wereldoorlog;
- Charles de Thiennes de Lombise, op 20 oktober 1830, naar aanleiding van de Belgische Revolutie;
- Leonard Pierre Joseph burggraaf du Bus de Gisignies, op 18 oktober 1830, naar aanleiding van de Belgische Revolutie;
- Melchior Joseph François Ghislain baron Goubau d'Hovorst, op 18 oktober 1830, naar aanleiding van de Belgische Revolutie;
- Charles-Joseph hertog d'Ursel, op 18 oktober 1830, naar aanleiding van de Belgische Revolutie;
- Gijsbert Karel graaf van Hogendorp, op 22 mei 1819, wegens kritiek op het financiële beleid van de Koning.